# 牯岭东俄芹
牯岭东俄芹（学名：Tongoloa stewardii）为伞形科东俄芹属的植物，为中国的特有植物。分布于中国大陆的江西等地，生长于海拔820米至950米的地区，多生长在山谷湿地草丛或路边，目前尚未由人工引种栽培。